# Jaroslav Navrátil (football)
Ne pas confondre avec le joueur de tennis Jaroslav Navrátil
Jaroslav Navrátil (né le 30 décembre 1991 à Hustopeče à l'époque en Tchécoslovaquie et aujourd'hui en République tchèque) est un footballeur tchèque qui évolue au poste d'attaquant ou d'ailier droit pour le club néerlandais d'Heracles Almelo, en Eredivisie.

## Biographie
Jouant d'abord dans le club du MSK Břeclav entre 2010 et 2012, il rejoint le club d'Heracles Almelo lors de la saison 2012/2013.
Avec l'Heracles Almelo, il inscrit cinq buts dans le championnat des Pays-Bas lors de la saison 2015-2016.